# Europees kampioenschap voetbal 2020 (Groep C) Nederland - Oekraïne
Dit artikel gaat over de wedstrijd in groepsfase in groep C tussen Nederland en Oekraïne die gespeeld werd op zondag 13 juni 2021 in de Johan Cruijff ArenA te Amsterdam tijdens het Europees kampioenschap voetbal 2020. Het duel was de zevende wedstrijd van het toernooi.

## Voorafgaand aan de wedstrijd
- Nederland stond bij aanvang van het toernooi op de 16e plaats van de FIFA-wereldranglijst. Tien Europese landen en EK-deelnemers stonden boven Nederland. Oekraïne was op de 24e plek terug te vinden. Oekraïne kende vijftien Europese landen en EK-deelnemers die een hogere positie op de ranglijst hadden.
- Nederland en Oekraïne troffen elkaar voor de wedstrijd pas twee keer eerder, beide keren betrof het een vriendschappelijk duel. In 2008 won Nederland met 3–0 in Rotterdam en in 2010 was Oekraïne de eerste tegenstander voor Oranje na de WK-finale. Veel WK-spelers kregen rust en de wedstrijd in Donetsk eindigde in 1–1.
- Nederland begon aan haar tiende EK. Nederland miste het EK in 2016 en in 2012 geraakte het niet voorbij de groepsfase. In 1988 won Nederland het toernooi. Voor Oekraïne was het de derde EK-deelname, en wel op rij. Beide voorgaande keren kwam het land niet voorbij de groepsfase.
- Verdediger Matthijs de Ligt bleef namens Nederland met een liesblessure uit voorzorg aan de kant. Ook aanvaller Quincy Promes zat met een blessure op de tribune.

## Wedstrijdverloop

### Eerste helft
Nederland begon sterk aan de partij en kwam al in de eerste minuten van de wedstrijd aan een schot tussen de palen via Memphis Depay. Oleksandr Zintsjenko speelde een bal verkeerd terug, die werd opgepakt door Memphis. Hij speelde Illya Zabarnyi door de benen en kon alleen op het doel af, maar doelman Heorhij Boesjtsjan bracht redding. In de eerste 10 minuten kwam Nederland tot zeven schoten, waaruit tevens Georginio Wijnaldum, Wout Weghorst en Denzel Dumfries gevaarlijk werden. Een eerste schot van Oekraïne kwam in de tiende minuut, maar werd door een Nederlander geblokt. In de dertiende minuut viel de Oekraïense vleugelaanvaller Oleksandr Zoebkov geblesseerd uit. Hij werd vervangen door Marlos. Nederland bleef daarna de controle houden over de wedstrijd. De laatste grote kansen in de eerste helft waren voor Wijnaldum (redding Boesjtsjan) en Dumfries (vrije kopbal naast).

### Tweede helft
In de tweede helft was de ban snel gebroken. Wijnaldum schoot in de 52e minuut raak nadat Boesjtsjan een voorzet van Dumfries weghaalde uit het strafschopgebied. Zeven minuten later was het weer raak via Weghorst. Na een actie van de opkomende rechtsback Dumfries, die zwak werd verdedigd door de Oekraïense verdediging, schoot de Nederlandse aanvaller de vrije bal via het linkerbeen van doelman Boesjtsjan binnen. Er werd door de videoscheidsrechter nog naar de situatie gekeken, maar er werd door Dumfries geen overtreding gemaakt en hij stond niet buitenspel. Oekraïne kwam echter terug in de wedstrijd door een afstandsschot van Andrij Jarmolenko in de 75e minuut. Enkel vier minuten later kopte Roman Jaremtsjoek vrijstaand een vrije trap vanaf de zijkant van Roeslan Malinovski binnen: 2–2. De beslissing viel in de 85e minuut toen invaller Owen Wijndal een hoekschop kort nam richting eveneens invaller Nathan Aké. Hij slingerde de bal voor op het hoofd van Dumfries, die binnenkopte en daarmee zijn eerste interlanddoelpunt maakte.

## Wedstrijdgegevens[1]
| Datum                  | 13 juni 2021                                                                               | 13 juni 2021                                                                               |
| Aftrap                 | 21:00 uur                                                                                  | 21:00 uur                                                                                  |
| Wedstrijdnummer        | 7                                                                                          | 7                                                                                          |
| Stadion                | Johan Cruijff ArenA, Amsterdam                                                             | Johan Cruijff ArenA, Amsterdam                                                             |
| Toeschouwers           | 15.837                                                                                     | 15.837                                                                                     |
| Scheidsrechter         | Felix Brych                                                                                | Felix Brych                                                                                |
| Assistenten            | Mark Borsch Stefan Lupp                                                                    | Mark Borsch Stefan Lupp                                                                    |
| Vierde official        | Bartosz Frankowski                                                                         | Bartosz Frankowski                                                                         |
| Videoscheidsrechters   | Marco Fritz Christian Dingert (assistent) Lee Betts (assistent) Stuart Attwell (assistent) | Marco Fritz Christian Dingert (assistent) Lee Betts (assistent) Stuart Attwell (assistent) |
| Man van de wedstrijd   | Denzel Dumfries                                                                            | Denzel Dumfries                                                                            |
|                        | Nederland                                                                                  | Oekraïne                                                                                   |
| Doelpunten             | 3                                                                                          | 2                                                                                          |
| Gele kaarten           | 0                                                                                          | 1                                                                                          |
| Rode kaarten           | 0                                                                                          | 0                                                                                          |
| Wissels                | 5                                                                                          | 2                                                                                          |
| Schoten op doel        | 7                                                                                          | 5                                                                                          |
| Schoten naast doel     | 8                                                                                          | 3                                                                                          |
| Overtredingen          | 8                                                                                          | 8                                                                                          |
| Hoekschoppen           | 5                                                                                          | 1                                                                                          |
| Buitenspel             | 2                                                                                          | 1                                                                                          |
| Passnauwkeurigheid (%) | 90                                                                                         | 85                                                                                         |
| Balbezit (%)           | 63                                                                                         | 37                                                                                         |

| Nederland | 3 – 2        | Oekraïne |
| Georginio Wijnaldum 52' Wout Weghorst 59' Denzel Dumfries 85' | goals        | 75' Andrij Jarmolenko 79' Roman Jaremtsjoek |
| Frank de Boer | bondscoach   | Andrij Sjevtsjenko |
| Maarten Stekelenburg Stefan de Vrij Georginio Wijnaldum Memphis Depay 90+1' Patrick van Aanholt 64' Marten de Roon Daley Blind 64' Wout Weghorst 88' Frenkie de Jong Denzel Dumfries Jurriën Timber 88' | opstellingen | Heorhij Boesjtsjan Serhij Sydortsjoek Andrij Jarmolenko Roeslan Malinovski Roman Jaremtsjoek Illya Zabarnyi Vitaliy Mykolenko Oleksandr Zintsjenko 13' Oleksandr Zoebkov Oleksandr Karavajev Mykola Matvijenko |
| Nathan Aké 64' Owen Wijndal 64' Joël Veltman 88' Luuk de Jong 88' Donyell Malen 90+1' | wissels      | 13' 64' Marlos 64' Mykola Sjaparenko |
| | gele kaarten | 90+3' Serhij Sydortsjoek |
| | rode kaarten | |